# Marchiol Emisfero/Saison 2014
Dieser Artikel listet Erfolge und Fahrer des Radsportteams Marchiol Emisfero in der Saison 2014 auf.

## Erfolge in der UCI Europe Tour
In den Rennen der Saison 2014 der UCI Europe Tour gelangen die nachstehenden Erfolge.
| Datum           | Rennen                                                    | Kat. | Fahrer            |
| --------------- | --------------------------------------------------------- | ---- | ----------------- |
| 12. April       | Trofeo Edil C                                             | 1.2  | Andrea Vaccher    |
| 2. September    | 1a. Etappe Giro della Regione Friuli Venezia Giulia (MZF) | 2.2  | Marchiol Emisfero |
| 2.–6. September | Gesamtwertung Giro della Regione Friuli Venezia Giulia    | 2.2  | Simone Antonini   |

## Zugänge – Abgänge
| Zugänge | Team 2013 | Abgänge                       | Team 2014 |
| ------- | --------- | ----------------------------- | --------- |
|         |           | Enea Cambianica (bis 1. Juli) | Unbekannt |
|         |           | Gianluca Ocanha (bis 1. Juli) | Unbekannt |

## Mannschaft
| Name                | Geburtstag          | Nationalität | Team 2013                         |
| ------------------- | ------------------- | ------------ | --------------------------------- |
| Simone Antonini     | 12. Februar 1991    | Italien      | Neoprofi                          |
| Raffaello Bonusi    | 31. Januar 1992     | Italien      | Neoprofi                          |
| Alberto Cecchin     | 8. August 1989      | Italien      | Team Nippo-De Rosa                |
| Marco Filisetti     | 4. Mai 1993         | Italien      | Neoprofi                          |
| Enrico Franzoi      | 8. August 1982      | Italien      | Selle Italia-Guerciotti           |
| Paolo Lunardon      | 17. Januar 1992     | Italien      | Neoprofi (Marchiol-Emisfero-Site) |
| Antonio Nibali      | 23. September 1992  | Italien      | Neoprofi                          |
| Francesco Sedaboni  | 3. August 1991      | Italien      | Neoprofi (Marchiol-Emisfero-Site) |
| Andrea Vaccher      | 21. Dezember 1988   | Italien      | Neoprofi (Marchiol-Emisfero-Site) |
| Andrea Vendrame     | 20. Juli 1994       | Italien      | Neoprofi (Marchiol-Emisfero-Site) |
| Andrea Zanardini    | 3. Dezember 1993    | Italien      | Neoprofi                          |
| Stagiaires          | Stagiaires          | Nationalität | Nationalität                      |
| Miloš Borisavljević | Miloš Borisavljević | Serbien      | Serbien                           |